# Milan Pešl
Milan Pešl (* 22. April 1974 in Siegen) ist ein deutscher Schauspieler, Regisseur, Sprecher, Autor, Produzent und Musiker.

## Leben
Milan Pešl absolvierte seine Schauspielausbildung in Hamburg. Es folgten Engagements an Münchener, Karlsruher und Hamburger Bühnen wie dem Thalia Theater, dem Altonaer Theater, Kampnagel und dem Badischen Landestheater. Von 2009 bis 2018 war er festes Ensemblemitglied am Stadttheater Gießen, von wo er im März 2019 in die künstlerische Leitung des Bruchwerk Theaters in Siegen wechselte.
Seit 2005 arbeitet er regelmäßig mit der Regisseurin und Autorin Claudia Weber zusammen. Aus dieser Gemeinschaft gehen zahlreiche Hörspielproduktionen für den SWR, DLR, den WDR und andere Sender hervor.
Pešl ist außerdem als Musiker tätig. Er schreibt und produziert Theater- und Hörspielmusiken und spielt in mehreren Bands wie The Animatronic, A Dead Lament und Accu§er.
Milan Pešl hat eine Tochter und lebt in Gießen und Siegen.

## Filmografie
- 2019: Das letzte Land

## Werke

### Wichtige Theater-Rollen
- Georg in Wer hat Angst vor Virginia Woolf? von Edward Albees[2][3]
- Er in All das Schöne von Duncan Macmillan[4]
- Onkel Bob in In der Republik des Glücks von Martin Crimp
- Sebastian Schenk in Wir lieben und wissen nichts von Moritz Rinke
- Martin Massie in Bürgerwehr von Alan Ayckbourn
- Pawel in Kinder der Sonne von Maxim Gorkij
- Mortimer Brewster in Arsen und Spitzenhäubchen von Joseph Kesselring
- Svonimir in Hotel Savoy von Joseph Roth
- Getskard in wenn ihr euch totschlagt ist es ein versehen von Oliver Bukowski
- Mitch in Endstation Sehnsucht von Tennessee Williams
- Paul in alter ford escort dunkelblau von Dirk Laucke
- Franz Woyzeck in Woyzeck von Georg Büchner
- Macbeth in Macbeth von W. Shakespeare
- Zucco in Roberto Zucco von Bernard-Marie Koltès
- Bernhard in Durstige Vögel von Kristo Šagor
- Jean in Fräulein Julie von August Strindberg
- Teufel in Merlin von Tankret Dorst
- Harold Gorringe in Komödie im Dunkeln von Peter Shaffer
- Fiesco in Die Verschwörung des Fiesco zu Genua von Friedrich Schiller
- Roelle in Fegefeuer in Ingolstadt von Marieluise Fleisser
- Thomas in Misterman von Enda Walsh
- Romeo in Romeo und Julia von W. Shakespeare
- Marian in Retten Zerstören von Robert Woelfl
- Andrea in Leben des Galilei von Bertolt Brecht
- Der Junge in Lila von Jon Fosse
- Engel Luft in Göttliche Komödie von Dante Alighieri/Pandur

### Wichtige Regie-Arbeiten
- Like Heimat I like von Falk Rößler und Milan Pešl – Stadttheater Gießen[5]
- In Ewigkeit von Milan Pešl und Claudia Weber – taT Giessen[6]
- Hic@Nunc#4 von Falk Rößler und Milan Pešl – Theaterdiscounter Berlin[7]
- Beben von Maria Milisavljevic – Bruchwerk Theater Siegen[8]
- Fische von Nele Stuhler – Bruchwerk Theater Siegen[9]
- Einfache Leute von Anna Gschnitzer – Bruchwerk Theater Siegen[10]
- Endstation von John le Carré – Theater Hildesheim[11]

### Hörspiele
- Solaris – Live-Hörspiel basierend auf dem Roman von Stanislav Lem und der Dramatisierung von Tim Staffel, Stadttheater Giessen (Bearbeitung, Regie, Musik)
- Dr. Hell – Das Musical (Co-Autor)
- Der Schnitter (Co-Autor)
- Daheim (Co-Autor und Produzent)
- Amboss (Co-Autor und Sprecher)
- Einöde (Co-Autor und Sprecher)
- Schnöckemann, 1. Staffel (Hörspielserie in sechs Teilen, als Sprecher, Co-Autor und Produzent)
- Milch mit Honig. Hin und zurück (von Claudia Weber; Sprecher)

### Musikalische Arbeiten
- „Double Talk“, CD der Band Accu§er – Bass-Gitarre
- „Repent“, CD der Band Accu§er – E-Gitarre
- Nowhere Man, Stück von Carsten Ramm und Hennes Holz (Badische Landesbühne) – Livemusiker
- Lila, Stück von Jon Fosse (Badische Landesbühne) – Bühnenmusik
- Daheim, Hörspiel von Claudia Weber und Milan Pešl (WDR) – Musik
- Ravens Feast, von A Dead Lament – Produktion, Mix und Mastering
- Schnöckemann, Hörspielserie von Claudia Weber und Milan Pešl (SWR) – Teasermusik
- Einöde, Hörspiel von Claudia Weber und Milan Pešl – Musik
- Das Gesetz ist eine Harpune von Claudia Weber – Musik
- Mere Moments Pass von A Dead Lament – Produktion, Mix und Mastering
- Seelenbegräbnis von Mähdrescher – Produktion, Mix und Mastering

### Fernseharbeiten
- Das Opfer in die trophäe, Kurzfilm von Teymur Mokhtari und Milan Pešl (als Schauspieler und Produktion)
- Eddy Ear in Wortgefecht, Medienhochschule Köln; Regie: Ulrich Fleischer (als Schauspieler)
- Pfleger in Stadtklinik, Serie RTL; Regie: Frank Zichem (als Schauspieler)

### Auszeichnungen
- 2007 Nominierung für das Kurzhörspiel Amboss im ARD-Wettbewerb Premiere im Netz 2007
- 2007 Lobende Erwähnung der HörSpielMühle 2007 in Dresden für das Hörspiel Einöde
- 2007 Schnöckemann und der Call Agent gewinnt den WDR-Kurzhörspielwettbewerb Heimspiel